# Mirabeau B. Lamar
Mirabeau Buonaparte Lamar (16 de agosto de 1798 - 19 de dezembro de 1859) foi um político e diplomata norte-americano, foi também o segundo Presidente da República do Texas e o primeiro Vice-presidente. 

## Biografia
Nasceu numa pequena cidade na Geórgia chamada Louisville, era o segundo de nove filhos, Embora ele não tenha tido educação formal, quando criança era apaixonado pela leitura, passatempo que lhe permitiu obter uma vaga na Universidade de Princeton. Decidiu, porém, rejeitar tal posição e mudou-se para o Alabama, onde teve pouca sorte em seus projetos como comerciante e como um dos fundadores o jornal Cahawba Press. Após tais fracassos, Lamar foi para o mundo da política, onde obteve uma posição como secretário particular de George M. Troup, governador da Georgia, por meio de ajuda de seu irmão Lucius Quintus Cincinato Lamar. Ocupando esta posição, Lamar conheceu Tabatha Jordan, de Millidgeville, com quem se casou em janeiro de 1826. Em 1828 Troup foi derrotado nas eleições e Lamar mudou-se para Columbus, onde fundou um novo jornal: o Columbus Enquirer. Em 1829 tentou ser eleito como senador estadual, mas a morte de sua jovem esposa por tuberculose levou-o a retirar-se da eleição. Em 1833 voltou a tentar a sorte na política, buscando eleição como deputado no Congresso dos Estados Unidos, mas foi derrotado. O suicídio de seu irmão Lucius levou-o a uma primeira viagem ao Texas. De volta ao Alabama decide migrar definitivamente ao Texas quando da eclosão da Revolução Texana. Lamar apoiou os separatistas e teve participação distinguida na Batalha de San Jacinto. Seu desempenho nesta batalha permitiu-lhe uma rápida ascensão na política da república recém-nascida, ocupando o cargo de Secretário da Guerra no governo interino e o de vice-presidente no governo do presidente Sam Houston. Para a segunda eleição presidencial ganhou um apoio quase unânime da população e assim foi eleito presidente.

### Presidência (1838-1841)
Lamar tomou posse do cargo em 10 de dezembro de 1838. Em sua primeira aparição perante o Congresso, falou da importância de exterminar os Cherokees e seus aliados, da criação de um banco nacional, da necessidade de obter um empréstimo de cinco milhões de dólares para ajudar a financiar a jovem nação e, finalmente, rejeitou a possibilidade de anexação pelos Estados Unidos. Insistiu na continuidade da guerra com o México, procurando apoiar outras províncias mexicanas que se haviam rebelado contra o governo central.
Sua política de defesa contra os índios começou com a criação de 23 empresas militares, que foram assentadas em oito locais específicos, a maioria perto de rios. Esses estabelecimentos tornar-se-iam assentamentos de fronteira e seus habitantes receberiam apoio financeiro do governo. Lamar começou, em 1839, a guerra em larga escala contra os Cherokees.  e encontrou no diário de um rebelde notícias mexicana mortos que esta nação receberia apoio do governo do México se lançou uma guerra em grande escala contra o território brancos. O sucesso do Texas sobre os Cherokees estava completa e eles foram banidos do país e todos os seus assentamentos foram destruídos.
Outra questão que foi decidido em sua administração era para escolher um final de capital para o país, que seria movido para Houston, que tinha realizado esse papel até então. O ato promulgada para esse efeito apontou para uma região específica onde um grupo de comissários deve escolher o local para a nova capital, que não havia nenhuma possibilidade de que ele continuou de onde ele tinha sido. Finalmente, no dia 13 de abril de 1839 os comissários escolhida como a melhor opção para o pequeno povoado de Waterloo, que foi renomeado Austin. Ele também fundou a livraria estado na cidade.
Mirabeau B. Lamar enviou vários agentes para o México, a fim de fazer as pazes com aquela nação, mas desde Texas México sempre considerada como uma província renegada todos falharam. Lamar obteve por outro lado, o reconhecimento oficial da França, da Bélgica e do Reino Unido da independência do Texas, mas não conseguiu obter um empréstimo de estes ou qualquer outro país, porque as finanças da república continuou em dificuldades. Esta situação e a incapacidade de resolver a situação com o México começou a minar o apoio a seu governo e isso levou nas eleições intercalares seguidores Sam Houston obter um número significativo de assentos no Congresso. Houston era rival político Lamar e seus seguidores impediram neste segundo período que Lamar poderia levar a cabo todas as suas iniciativas. Em seu governo tentou iniciar uma troca com New Mexico através de Santa Fé, mas os homens que fizeram a viagem, ao contrário do Congresso que tinha sido indicado, foram presos pelo exército mexicano e muitos morreram quando transportados para o Cidade do México.

### Vida pós-Presidência
Lamar distinguiu-se na Batalha de Monterrey durante a Guerra méxico-americana, tornou-se representante de Laredo ao legislador Texas, se casou novamente e durante a presidência de James Buchanan foi nomeado embaixador para a Nicarágua, cargo que serviu até sua má saúde que ele fez regressar ao seu país, onde morreu de um ataque cardíaco.